# 三宅八幡宮
三宅八幡宮（みやけはちまんぐう）は、京都市左京区上高野三宅町にある神社。旧社格は村社。御利益は子供の守り神としてかんの虫封じ、夜泣き、安産、学業成就のほか、虫退治の神として害虫駆除にも効果があるとされ、別名「虫八幡」とも呼ばれる。近年かんの虫退治の信仰の広がりを物語る大量の大絵馬が見つかり、民俗文化の貴重な資料として重要有形民俗文化財に指定されている。
本殿の南側の入口には神の使いとして狛犬ならぬ狛鳩が置いてあることでも知られ、境内には鳩が多く大切に扱われている。

## 歴史
社伝によれば、推古天皇の時代に遣隋使として隋に赴こうとしていた小野妹子が、筑紫（九州の北部）で病気になった。しかし、近くにあった宇佐八幡宮に祈願するとたちまち病気が治って隋に渡り、無事帰国することができた。その後、聖徳太子の没後に報恩の意味を込めて自らの所領である山城国愛宕郡小野郷と呼ばれるこの地に、宇佐八幡宮を勧請して建立したのが当社であるとされている。造営当初は伊太多神社（1915年（大正4年）に崇道神社に合祀され、現在は崇道神社の末社となっている）の境内にある末社の一つとして建てられ、今の位置より南にあったとされる。
その後、この神社は愛宕郡岩倉の地に移り住んでいた、後鳥羽上皇の第四皇子頼仁親王の血を継ぐ南朝の忠臣・児島高徳（備後三郎三宅高徳）が八幡大神を尊崇したことから、いつしか三宅八幡宮と呼ばれるようになったという。なお、他にも三宅の名の由来は、大化の改新前の大和朝廷の直轄地である屯倉（みやけ）が置かれたからであるともされている。
応仁の乱の戦災により全焼したが、数十年後に近隣住民の手で復旧された。
また皇室とのゆかりも深く、明治天皇が幼少のころに重い病を患った際には当社に祈祷が命じられている。その甲斐があり天皇の病が治ったといわれている　。
明治時代には村社に列せられている。

### 三宅八幡社における神水の歴史
明治期、こども癇封じの神として繁栄した結果、岩倉川流域にもかかわらず、対岸の高野川水系、比叡山山上近くの谷の湧水を神水として引水し、八瀬を経て社殿北の高位段丘面上に設置する貯留施設からサイフォンで落とし、社内の手水、庭園の池水噴水に至るまで涵養している。下鴨神社同様に、中生代付加体堆積物地域において、花崗岩質フルミネラル神水の飲料可能な稀有な神社として、京都屈指である。

## 祭神
- 主祭神 - 応神天皇

## 境内
- 本殿 - 1887年（明治20年）再建。
- 拝所
- 御輿蔵
- 神楽殿 - 1897年（明治30年）建立[4]。
- 拝殿 - 1869年（明治2年）再建。
- 社務所
- 絵馬展示資料館 - 2008年（平成20年）5月開設。
- 絵馬堂
- 池
- 水車小屋「村の水車」 - 1987年（昭和62年）に上高野稲荷町にあった水車を修理、移築したもの。小屋の中には実際に使われていた石臼が二つ置かれている。水車の直径は約2.5mである[5]。

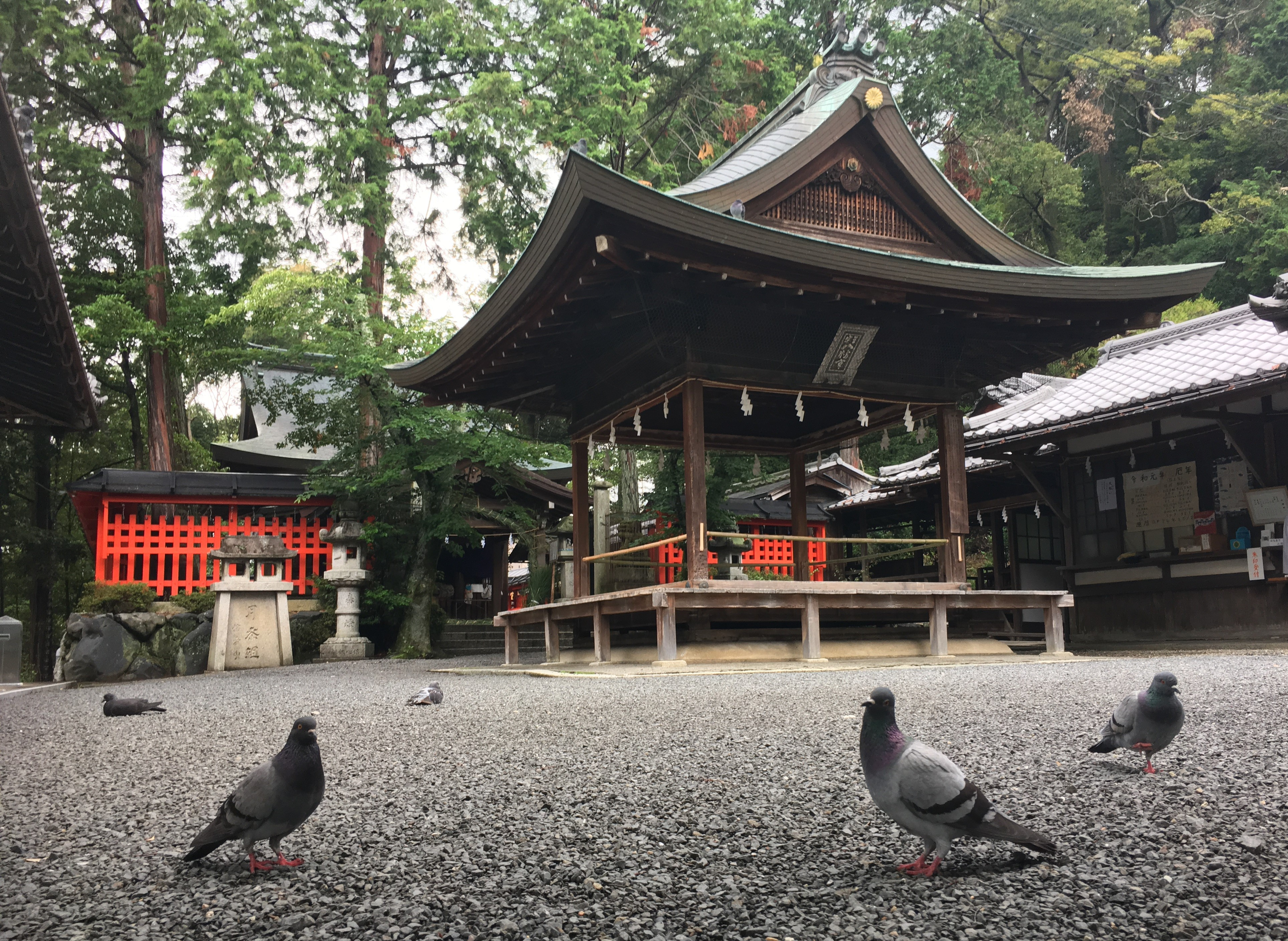
拝殿とシンボルの鳩
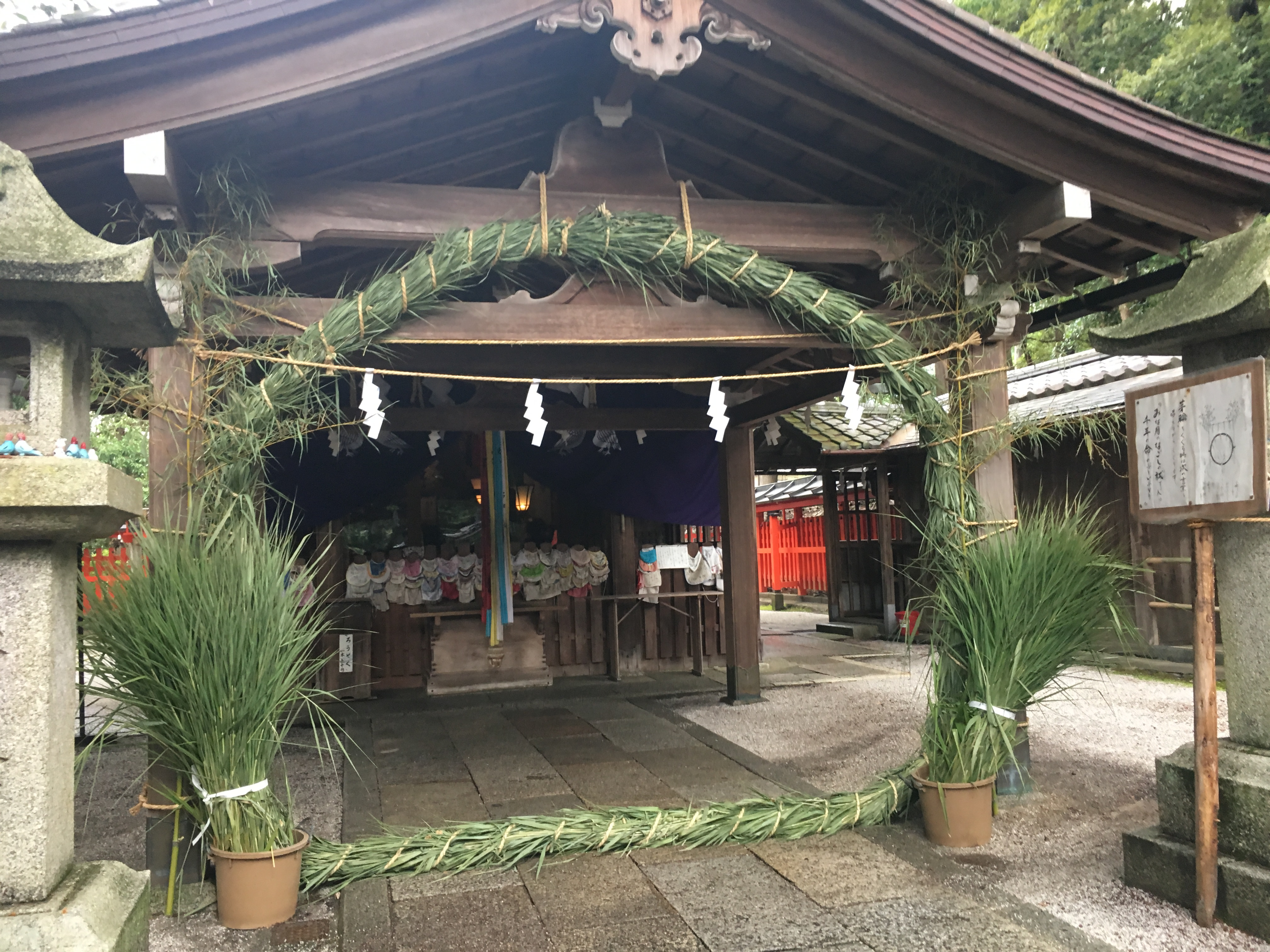
本殿と茅の輪

## 文化財

### 重要有形民俗文化財
- 三宅八幡神社奉納子育て祈願絵馬 124点 - 幕末から明治末にかけて三宅八幡宮には京都以外からも広く参拝があり、大絵馬が沢山奉納されている。それぞれの絵馬には参拝する大勢の大人と子供が描かれており、一人ひとりの絵に名前が墨書きされているものも多い。三宅八幡宮は子供の疳の虫が収まるご利益があるといわれている神社であり、奉納絵馬は子供の健やかな育成を願うものが多い。当時の参拝の様子が窺える資料としても貴重なため、2001年（平成13年）4月に祈願絵馬133枚が京都市指定有形民俗文化財に指定された[6][7]。2009年（平成21年）3月には、そのうちの124枚が重要有形民俗文化財に指定された。

### 京都市指定有形民俗文化財
- 三宅八幡神社奉納子育て祈願絵馬 9点

### 周辺
- 叡山電車線
  - 叡山本線三宅八幡駅 – 表参道の入口に近い。
  - 鞍馬線八幡前駅 – 本殿への最寄り駅である。ただし裏参道側となる。

## その他
- 三宅八幡茶屋
  - 鳩餅 - 三宅八幡宮の参道にある狛鳩をモデルにして、鳩の形をしている餅が販売されている。この餅は白砂糖、抹茶、肉桂の三種類用意されている[8]。